# Агенория
Агено́рия, или Агеро́на (лат. Agenoria) — римская богиня бодрости и энергии. Предположительно её имя происходит от латинского глагола agere, что значит действовать. Названа была так Святым Августином, поместившим её в число божеств, занимающихся детьми. Она одна из богинь, которая наделяет ребёнка такими способностями, связанными с развитием, как ходьба, пение, мышление, обучение счёту . Немецкий филолог и археолог Вильгельм Генрих Рошер включил Агенорию в indigitamenta — список римских богов, хранящийся в Коллегии понтификов и гарантирующий правильность использования имён божеств в религиозных ритуалах.

## Аллегория эпохи Возрождения
Несмотря на малоизвестность, Агенория является титульным персонажем первой из четырёх латинских апологий, написанных в 1497 году итальянским гуманистом Пандольфо Колленуччио в честь Эрколе II д’Эсте, герцога Феррарского. Аллегорическое повествование Колленуччио об Агенории, выполненное под влиянием Лукиана, начинается с помолвки Инерции (Бездействие) и Лабора (Труд), чьи свадебные подарки, такие как сельскохозяйственные животные и тяжёлая работа, приводят их к расставанию. После этого Лабор женится на Агенории (Деятельность). Свадьбу посещает ряд других персонажей, включая Уберитас (Изобилие) и Волупию (Удовольствие), чьё присутствие вызывает ярость Инерции и её спутников. Поражение добродетельного союза Агенории и Лабора удаётся предотвратить благодаря неожиданному вмешательству Юпитера. Затем одна из присутствующих на свадьбе, Полития (Цивилизация), расхваливает вклад в человечество, сделанный Лабором (Трудом), Агенорией (Деятельностью) и другими добродетелями. Юпитер, в свою очередь, утверждает, что Агенория находится под его божественной защитой.

## В массовой культуре
Именем Агенории (Agenoria) был назван один из первых в мире паровозов. Он был построен Foster, Rastrick & Co. и свою первую поездку совершил 2 июня 1829 года по железной дороге Кингзуинсфорд.